# Louis Courajod
Louis Charles Jean Courajod, född den 22 februari 1841, död där den 26 juni 1896, var en fransk konsthistoriker, arkeolog och museiman.
Courajod var efter studier vid École des chartes anställd vid Louvren. Han var en erkänd och flitig forskare inom den franska medeltids- och renässansskulpturen, och skrev flera arbeten i ämnet. Bland hans verk märks särskilt studier över samlingarna i Louvren.